# Delang
Le delang est une langue austronésienne parlée en Indonésie, dans le Kalimantan du Sud, dans l'île de Bornéo. La langue appartient à la branche malayo-polynésienne des langues austronésiennes.

## Classification
Le delang, comme le tamuan, est une des formes de malais propres aux populations dayaks. Il est classé est parmi les langues malaïques, un groupe des langues malayo-polynésiennes occidentales.

## Vocabulaire
Exemples du vocabulaire de base du delang, comparé avec l'indonésien :
| français | delang  | indonésien |
| -------- | ------- | ---------- |
| un       | ɔsɔ     | satu       |
| cinq     | lima'   | lima       |
| cendres  | habu    | abu        |
| fumée    | ansap   | asap       |
| pleuvoir | hujan   | ujan       |
| maison   | rumah   | rumah      |
| village  | kampʊŋ  | kampung    |
| genou    | kɔputʊt | lutut      |
| souffler | bɔtiup  | bertiup    |
| petit    | kɔčik   | kecil      |

## Sources
- (en) Hudson, Alfred B., The Barito Isolects of Borneo. A Classification Based on Comparative Reconstruction and Lexicostatics, Data Paper: Number 68, Ithaca, Department of Asian Studies, Cornell University, 1976.